# Grace Helbig
Grace Anne Helbig (27 de setembro de 1985), é uma comediante, atriz, escritora e youtuber americana. Ela é a criadora e apresentadora do canal em primeira pessoa (onde se fala direto para a câmera) ItsGrace no YouTube. Helbig também é conhecida por ter sido a criadora e apresentadora do extinto canal DailyGrace (hoje DailyYou) da empresa MyDamnChannel. Já atuou em diversas web séries e comerciais, assim como foi correspondente recorrente de programas da televisão norte-americana tendo até mesmo entrevistado o elenco da série The Walking Dead (série de televisão). Em 2014, lançou, junto com suas companheiras Hannah Hart e Mamrie Hart, o filme independente Camp Takota, o podcast de entrevistas Not too Deep with Grace Helbig e, o livro que lhe rendeu primeiro lugar na New York Times Best Seller list, Grace's Guide: the Art of Pretending to be a Grown-Up. No começo de 2015, foi confirmado que Helbig seria apresentadora do mais novo talk show do canal E! Entertainment Television, substituindo a renomada Chelsea Handler na grade da emissora, ocupando também o cargo de única mulher atualmente apresentando um late-night talk show.
Ela é um dos precedentes que possibilitam a expansão de celebridades da internet para outras mídias. Além disso, ela foi considerada uma das trinta celebridades mais bem sucedidas antes dos 30 anos pela revista Forbes em 2014.

## Biografia
Grace Helbig nasceu na região sul do estado da Nova Jérsia nos Estados Unidos, filha de John Helbig e da professora Theresa McGinnis, tendo dois irmãos: o mais velho, John, e o mais novo, Tim, este que já apareceu em diversos vídeos colaborativos com a irmã e possui seu próprio canal no YouTube. Ela estudou na escola Gateway Regional High School na cidade de Woodbury (Nova Jérsei), Nova Jérsia. Foi bem sucedida em esportes, tendo aptidão para corrida com barreiras e salto com vara, nesta que ela foi medalhista.
Em 2003, Helbig começou a frequentar a universidade Ramapo College na cidade de Mahwah também na Nova Jérsia. Foi lá que ela formou seu primeiro grupo de comédia "Baked Goods" com a sua amiga Michelle Akins (nascida Michelle Vargas), com a qual, mais tarde, começaria à postar vídeos na internet documentando seu dia-a-dia no bairro do Brooklyn na cidade de Nova Iorque. Grace frequentou aulas de improviso no The Pit (People's Improv Teather), também em Nova Iorque.
Em 2005, ela competiu no concurso de beleza para Miss Nova Jérsia no qual ela alcançou as semi-finais.

## Carreira na Internet

### Internet

#### 2006-13: Pré-YouTube e DailyGrace
Sua carreira como criadora de conteúdo na Internet começou cedo, em 2006, postando vídeos no recém-criado YouTube. Dois anos depois, em março de 2008, ela e a amiga de faculdade, Michelle Akins, criaram o canal Grace n' Michelle. Ainda no mesmo ano, como projeto paralelo, Grace narrou uma web série de curta-metragens animados, Bedtime Stories do canal MyDamnChannel, que contava fábulas clássicas com adaptações impróprias e mais adultas. Foi então que o co-fundador e diretor da empresa descobriu seus vlogs pessoais e ofereceu-a a oportunidade de apresentar sua própria web série no site do canal, My Damn Channel. No dia 14 de abril de 2008, esse projeto se tornou o DailyGrace, uma série de vídeos publicados de segunda à sexta no site do canal que introduzia e direcionava os visitantes à novos conteúdos disponíveis.

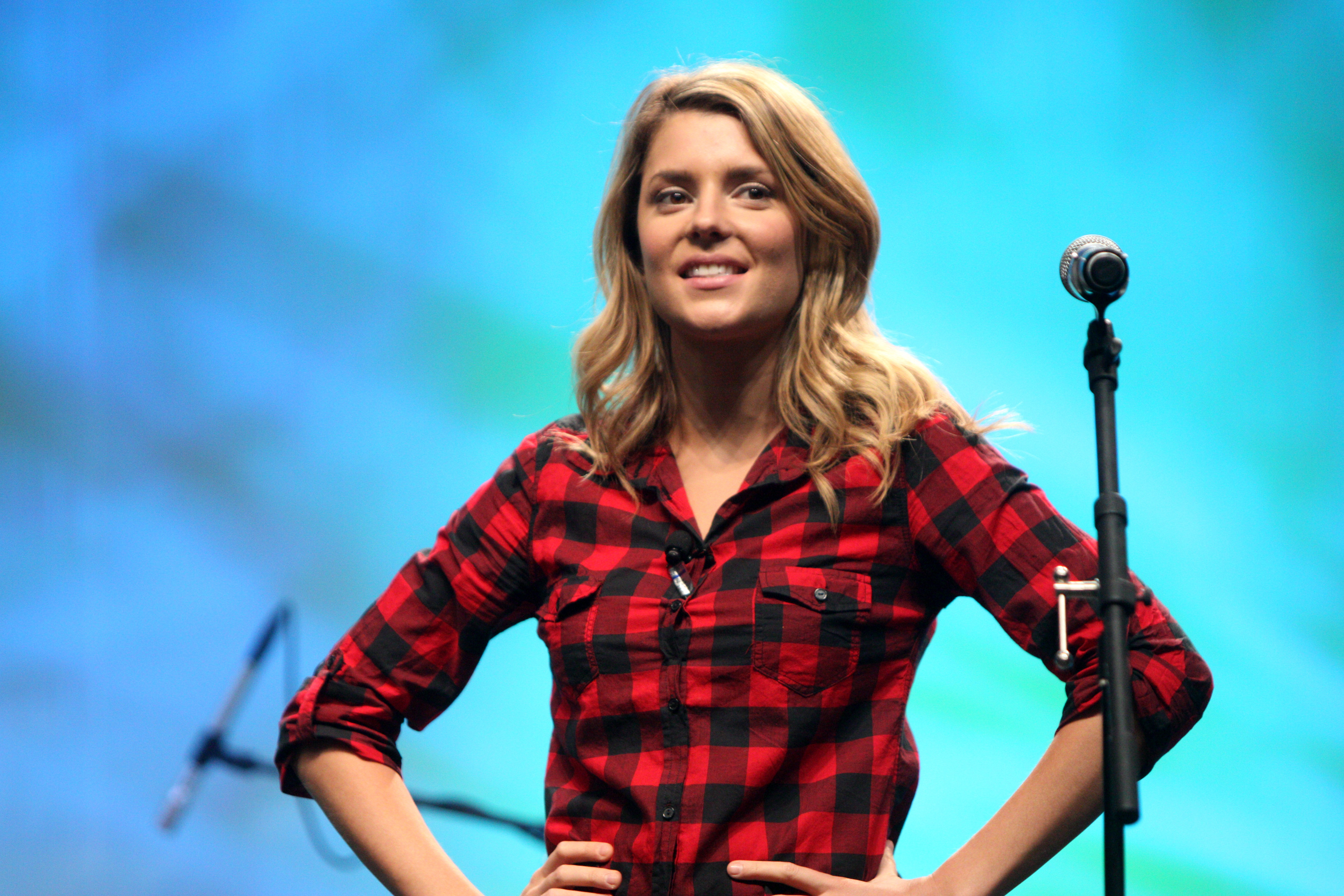
Helbig durante a VidCon 2012

Foi apenas no dia 11 de outubro de 2010 que o DailyGrace ganhou seu próprio canal no YouTube, seguindo os mesmos padrões de postagem com a mudança de que não eram mais vídeos guias e sim com conteúdo original. Para cada dia da semana, Grace atribuía um tema:
- "Misc Mondays": segundas-feiras de tema livre
- "Comments Tuesdays": terças-feiras dedicadas à comentar os comentários deixados no Facebook, nos vídeos do DailyGrace e no site do MyDamnChannel, este que posteriormente foi substituído por comentários via Twitter e, algumas vezes, Tumblr.
- "Review Wednesday": os vídeos de quarta-feira eram avaliações de diversos tópicos pedidos por fãs nas diversas redes sociais de Grace, os assuntos podiam variar, indo de trailers de filmes até CDs completos e comerciais antigos.
- "How to Thursday": as quintas-feiras eram reservadas para vídeos que ensinavam os visualizadores algo, mas sempre criando dicas bem humoradas que podiam ser genuinamente ou apenas parte de uma piada nonsense.
- "Sexy Fridays": de forma um tanto constrangedora, Grace tornava diversos tópicos mais sexy nas sexta-feiras.

De março de 2012 a janeiro de 2013, Grace apresentou semanalmente um episódio do MyDamnChannel LIVE onde, por diversas vezes, entrevistou outras personalidades com a atriz Yvette Nicole Brown da série Community. Tal programa, em novembro de 2013, ganhou um formato de hangout onde ela aparecia periodicamente através de chat de vídeo.

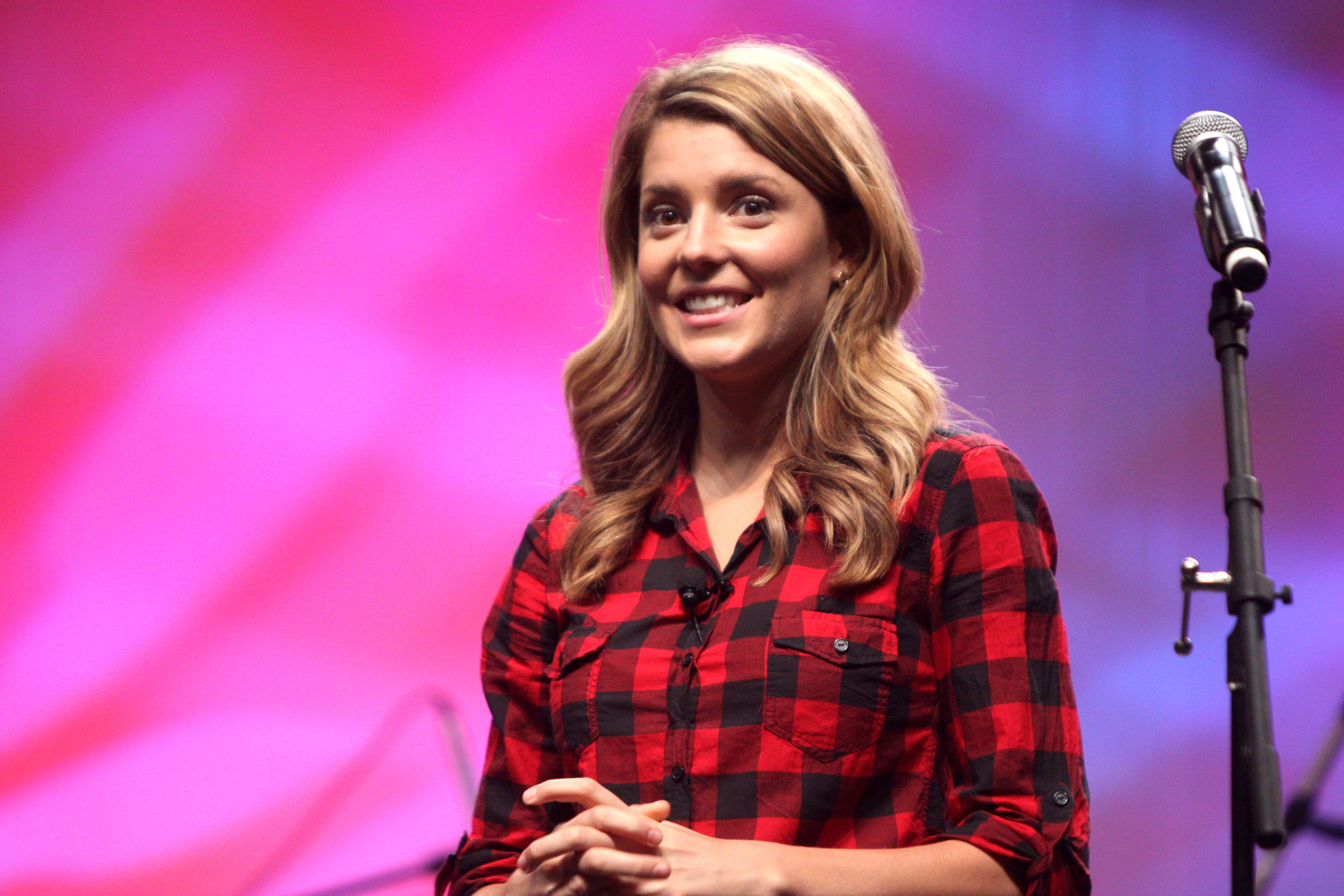
Helbig durante a VidCon 2012

#### 2014-presente: ItsGrace
Até dezembro de 2013 Helbig já possuía 2,4 milhões de inscritos e mais de 211 milhões de visualizações no seu canal DailyGrace. Durante os três no YouTube, a vlogger postou 830 vídeos e mais 690 que foram publicados exclusivamente no site da companhia MyDamnChannel, anteriores a 2010. No dia 27 de dezembro de 2013 Grace postou seu último vídeo no canal; quatro dias depois a companhia anunciou que Helbig havia decidido não renovar seu contrato, logo, ela não mais criaria novos conteúdos para o canal DailyGrace. Também foi anunciado que este seria mantido online apenas como um arquivo para os 690 vídeos pré-YouTube de Grace. Tal iniciativa da vlogger foi recebida com surpresa e aprovação da comunidade midiática. Seu também companheiro de YouTube, John Green, comentou sobre a atitude ousada de deixar o canal sendo que todo o conteúdo criado por ela de 2008 a 2010 eram exclusivamente da companhia e não, verdadeiramente, dela. "Eu não sou um fã da DailyGrace, eu sou um fã da Grace Helbig. E, pelo menos no YouTube, o indivíduo tem mais poder que a corporação. Isso é digno de celebração", escreveu o autor de A Culpa É das Estrelas, criticando a apropriação de conteúdo realizada por companhias, como a MyDamnChannel, sobre youtubers.
No dia 6 de janeiro de 2014, Grace Helbig lançou o canal ItsGrace, anteriormente seu canal secundário (GraceHinABox) e agora exclusivamente seu. Com as notícias da sua saída do MyDamnChannel e da migração para esse novo endereço, as inscrições no canal cresceu drasticamente, passando de 87 mil inscritos na última semana de 2013 para mais de meio milhão na primeira semana de 2014. No dia 22 de janeiro de 2014, duas semanas e meia depois de relançar o canal, o número de inscritos passou de 1 milhão. Em 30 de abril de 2014, foi anunciado que a vlogger se associara à rede Fullscreen. Poucas mudanças ocorreram no novo domínio em relação ao antigo, os vídeos continuaram de segunda à sexta inicialmente, cada um com uma temática diferente, posteriormente sendo postados apenas nas segundas, quartas e sextas.

## Filmografia

### Camp Takota
No dia 2 de agosto de 2013, foi anunciado no palco principal da VidCon 2013 (convesão de youtubers que acontece em Anaheim, na Califórnia) que Grace estaria estrelando seu primeiro filme ao lado de suas grandes amigas e também youtubers, Hannah Hart e Mamrie Hart. O filme conta a história da jovem jornalista Elise Miller (Helbig) que se vê obrigada a deixar seu emprega e voltar ao acampamento só para garotas que frequentava quando criança. Dirigido por Chris & Nick Riedell, teve o início de suas filmagens em 12 de agosto de 2013, estas que foram documentadas e podem ser acompanhadas no canal DailyGrace. O trailer só foi lançado em 24 de dezembro do mesmo ano no site oficial e nos respetivos canais das youtubers envolvidas, ganhando uma versão estendida em 5 de fevereiro do ano seguinte. Por fim, o filme foi lançado digitalmente em 14 de fevereiro de 2014.

### Outros projetos
Grace já aparaceu em diversos filmes, todos os eles com origem no YouTube. Entre os próximos trabalhos está o filme da dupla Smosh, no qual ela atuará lado a lado com outras personalidades da comunidade midiática, como Shane Dawson e Jenna Marbles.
| Ano  | Título           | Personagem         | Diretor              |
| ---- | ---------------- | ------------------ | -------------------- |
| 2012 | Please Subscribe | Ela mesma          | Dan Dobi             |
| 2014 | Camp Takota      | Elise Miller       | Chris & Nick Riedell |
| 2014 | Periods          | Meg March          | Victor Quinaz        |
| 2014 | Boy Meets Girl   | Ela mesma          | Eric Schaeffer       |
| 2015 | Vlogumentary     | Ela mesma          | Corey Vidal          |
| 2015 | The SMOSH Movie  | Ainda desconhecido | Alex Winter          |

## Televisão

### The Grace Helbig Show
Em 5 de janeiro de 2015 foi anunciado que o piloto que Grace havia gravado para o canal E! Entertainment Television, no ano anterior, havia sido escolhido. Ela substituirá Chelsea Handler na grade horária da emissora, ocupando também o cargo de única mulher atualmente apresentando um late-night talk show da televisão norte-americana.

## Outros projetos

### #HeyUSA

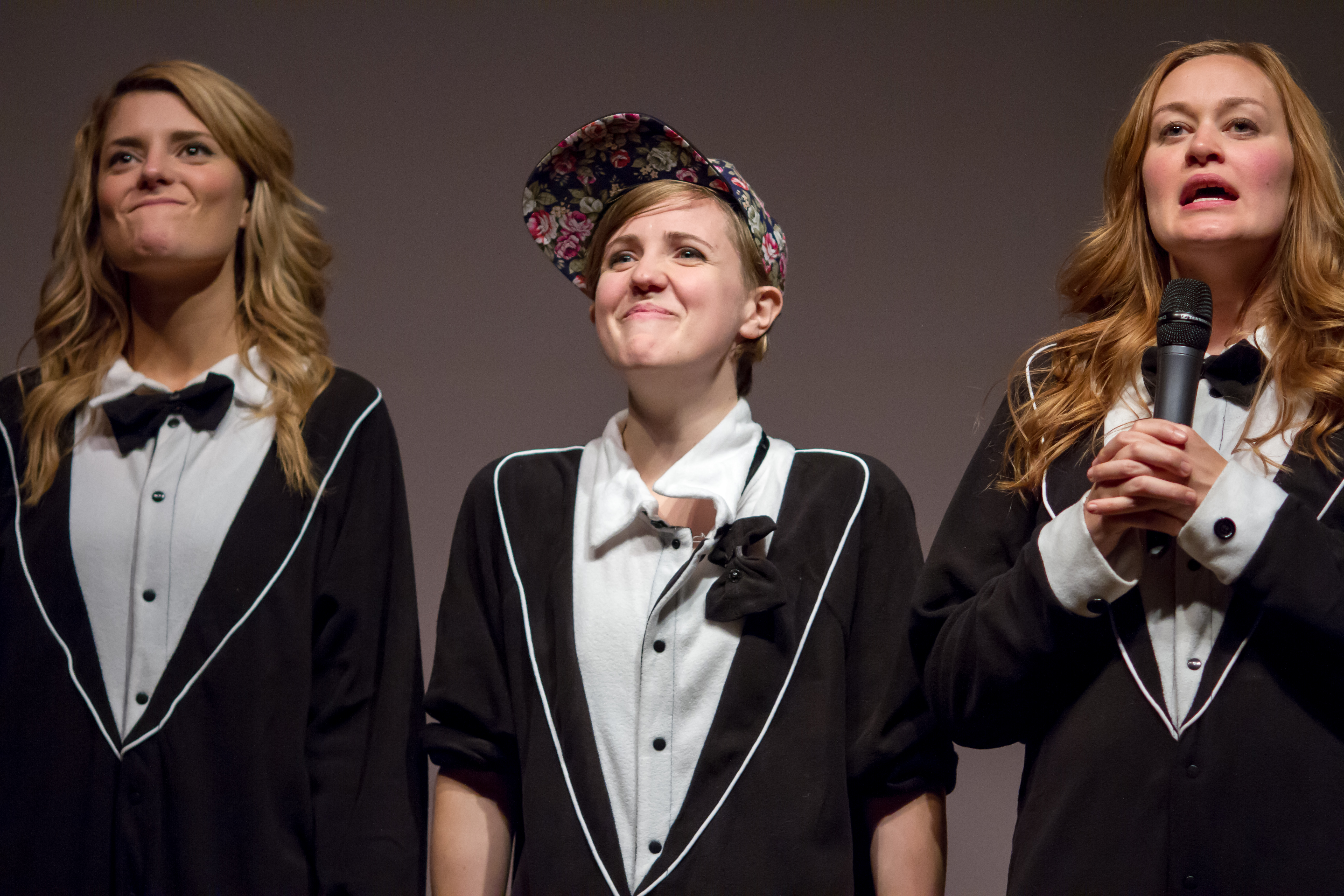
Helbig, Hannah Hart e Mamrie Hart durante uma das performances do #NoFilterShow

No dia 26 de junho de 2014, foi anunciada no canal AustronautsWantedTV a web série de viagens #HeyUSA da qual Grace e sua amiga Mamrie Hart seriam co-apresentadoras. Durantes meses, as duas amigas viajaram através dos Estados Unidos explorando o que cada cidade visitada tinha de melhor baseado nas sugestões enviados por fãs pelo Twitter. Os bastidores e até mesmo filmagens realizadas pelas próprias vloggers começaram a serem disponibilizadas semanalmente no canal a partir do dia primeiro de julho, e em 15 de outubro do mesmo ano, os episódios completos que beiram os 15 minutos, foram disponibilizados no YouTube e, na plataforma independente, TheScene. Foi por causa da web série que Helbig decidiu diminuir a carga horária semanal de vídeos, justificando que assim poderia manter a qualidade dos vídeos durante as viagens.

### Not too Deep com Grace Helbig
Em 18 de agosto de 2014, Grace anunciou, através de um vídeo em seu canal, o seu podcast chamado "Not too Deep". Produzido por Jack Ferry, são entrevistas semanais com personalidades da internet, postadas na segunda-feira. É inovador, pois além do áudio, também trás o aspecto visual que é o vídeo anexo postado no canal ItsGrace também nas segundas, onde Helbig e seus convidados participam de um desafio que é uma versão modificada dos desafios populares que acontecem na Internet.

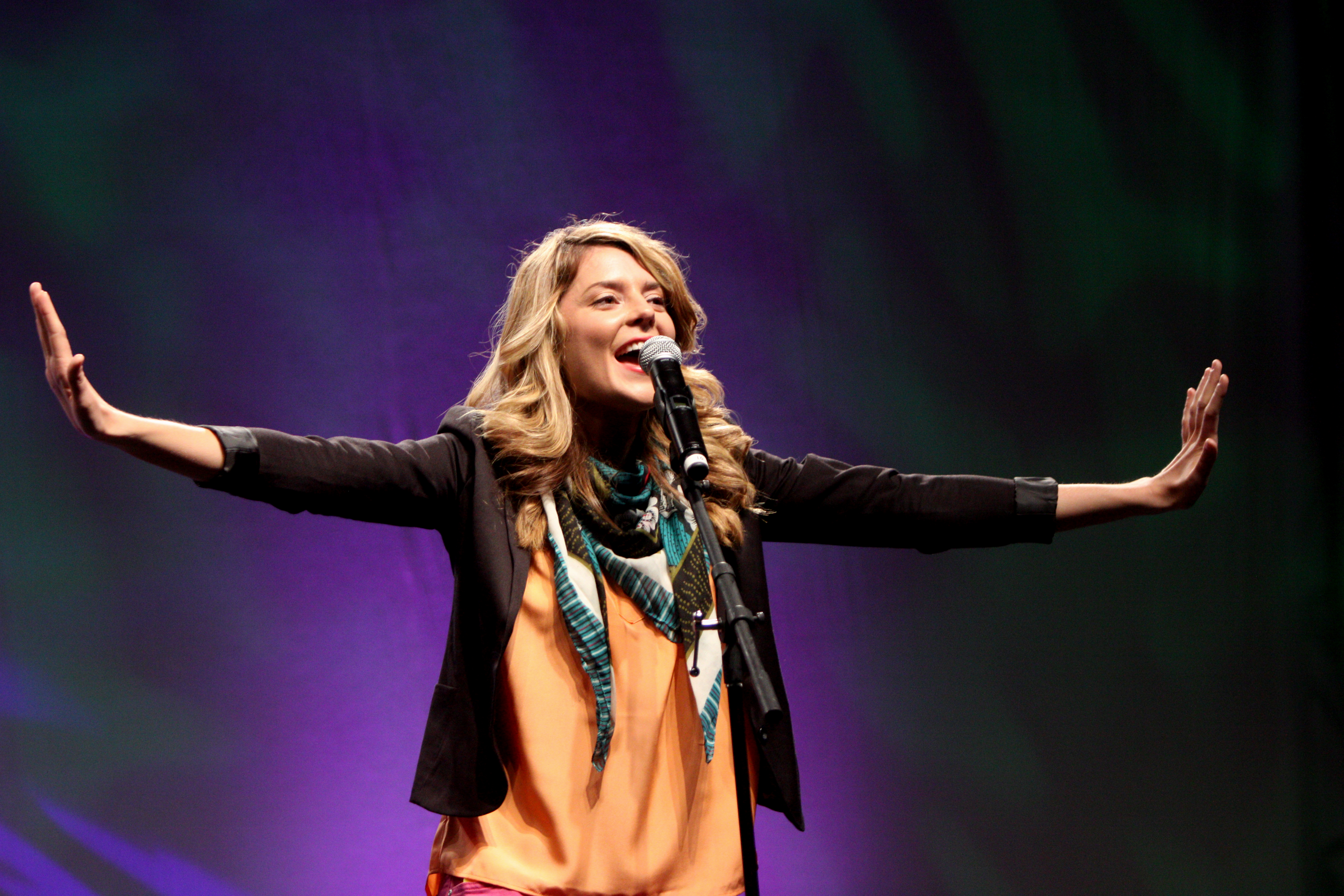
Idol de MyMusic

### #NoFilterShow & This Might Get Weird, Y'all
#NoFilterShow é uma espécie de show stand-up criado e performado por Grace Helbig, Hannah Hart e Mamrie Hart. Já com três turnês que passaram pelos Estados Unidos, Canadá e Europa, as vloggers incentivam os fãs presentes à gravarem e publicarem as filmagens no YouTube. Em 2014, o show ganhou uma derivação integrando apenas Grace e Mamrie, enquanto Hannah Hart se encontrava ocupada com outro projeto.

### MyMusic
Helbig estrelou esta web série criada pelos também youtubers Fine Brothers, participando integralmente da primeira temporada e parcialmente da segunda, no papel de Idol.

## Prêmios e indicações
Helbig recebeu diversos prêmios em reconhecimento aos seus vídeos na web e conteúdo cômico, incluindo os seguintes:
- DailyGrace foi eleito "King of the Web" em outubro de 2011.[7]
- O Twitter pessoal de Helbig foi listado na seção de Humor da lista "140 Best Twitter Feeds of 2012" da revista Time.[8]
- Helbig foi incluída na lista das "11 Mulheres Engraçadas em Ascensão Que Você Deve Conhecer" do BuzzFeed.[9]
- Em julho de 2013, foi nomeada uma das "30 Estrelas em Ascensão com Menos de 30 Anos em Los Angeles" pelo Refinery29.[10]
- Helbig foi incluída na seção de entretenimento da lista "30 Under 30 Who Are Changing the World 2014" da revista Forbes.[11]
- A revista Fast Company a nomeou uma das "100 Pessoas Mais Criativas nos Negócios de 2014".[12]
- Em maio de 2014, foi incluída na lista "Silicon Beach Power 25: A Ranking of L.A.'s Top Digital Media Players" da The Hollywood Reporter.[13]
- Em junho de 2014, foi nomeada uma das "10 Comediantes Para Ficar de Olho" pela revista Variety.[14]
- Em setembro de 2014, foi incluída entre os "Social 25" do Social Media Week Los Angeles, uma lista de influenciadores e organizações da mídia digital.[15]
- Em 2014, o canal de Helbig no YouTube foi listado no Top 100 do New Media Rockstars, ocupando a 36ª posição.[16]
- Em março de 2015, foi nomeada uma das "30 Pessoas Mais Influentes da Internet" pela revista Time.[17]
- Em abril de 2015, foi incluída na lista "50 Comediantes Que Você Deve Conhecer em 2015" do Vulture.[18]
- Em julho de 2015, foi nomeada uma das "25 Maiores Estrelas Digitais" pela The Hollywood Reporter.[19]
- Também em julho de 2015, foi incluída na lista "Creative 100" da revista Adweek, na categoria "10 Criadores de Conteúdo Viral".[20]
- Em outubro de 2016, foi nomeada uma das "Novas Líderes de Hollywood" na categoria "Criadores" pela revista Variety.[21]

## Livros
Em outubro de 2014, o livro de autoajuda cômico escrito por Helbig para a geração Millennials, Grace's Guide: The Art of Pretending to Be a Grown-up, foi publicado pela Touchstone, um selo da Simon & Schuster. O livro estreou em primeiro lugar na lista de mais vendidos de Conselhos, Como Fazer e Miscelânea do New York Times.
Em 2 de fevereiro de 2016, o segundo livro de Helbig, Grace & Style: The Art of Pretending You Have It, foi publicado pela Touchstone. O livro estreou na sétima posição na lista de mais vendidos de Conselhos, Como Fazer e Miscelânea do New York Times.